# Ana Juan Gascón
Ana Juan Gascón   (València, 1961) és una il·lustradora valenciana.

## Biografia

### Inicis professionals
Llicenciada en Belles arts per la Universitat Politècnica de València en 1982, va començar a col·laborar a l'any següent amb les revistes La Lluna de Madrid i Madriz, aportant per a elles les seues úniques historietes fins avui, totes en blanc negre i de tints expressionistes.
En 1988 va realitzar la seua primera exposició individual en la Galeria Notuno de Ginebra.
En 1994 va passar tres mesos al Japó, becada per l'Editorial Kodansha.

### El salt internacional (1995-2001)
En 1995, va aparèixer la seua primera portada en The New Yorker, a la qual seguirien moltes més.
Durant dos anys consecutius (1998 i 1999), va obtenir la Medalla d'Or en la categoria d'il·lustració de la Society of Newspaper Design.
Va publicar en 2001 els seus llibres Amants (1000editions) i Snowhite (Edicions de Ponent).

### La literatura infantil (2001-Present)
Des de 2002, amb Frida s'ha centrat en la il·lustració de llibres infantils, incloent també alguns, escrits per ella: Comenoches (2004) i The pet shop revolution (2010).Va participar també en l'exposició col·lectiva El Text Il·luminat, organitzada per la Fundació Germán Sánchez Ruipérez.
El 24 de setembre de 2010, el Ministeri de Cultura li va concedir el Premi Nacional d'Il·lustració.

## Llibres (selecció)
- Amantes, 1000 editions, 2001 (Autora e ilustradora)
- Snowhite, Alicante: Edicions de Ponent, 2001 (Autora e ilustradora)
- Comenoches, Alfaguara, 2004 (Autora e ilustradora)
- Demeter (de Bram Stoker), Alicante: Edicions de Ponent, 2007
- Circus, Modena: Logos edizioni, 2010 (Autora e ilustradora)
- L'isola, Modena: Logos edizioni, 2010 (Ilustradora, texto de Matz Mainka)
- Ana Juan, Modena: Logos edizioni, 2011
- Sorelle, Modena: Logos edizioni, 2011 (Ilustradora, texto de Matz Mainka)
- Wakefield, Madrid: Nørdica Libros, 2011 (Ilustradora, texto de Nathaniel Hawthorne)
- Promesas, Modena: Logos edizioni, 2012 (Ilustradora, texto de Matz Mainka)
- Otra vuelta de tuerca, Barcelona: Galaxia Gutenberg, 2013 (Ilustradora, texto de Henry James)
- Carmilla, Fondo de cultura económica, 2014 (Ilustradora, texto de Sheridan Le Fanu)
- Ana Juan. Complete Works, Modena: Logos edizioni, 2014
- Lacrimosa, Modena: Logos edizioni, 2015

## Exposicions

### Exposicions individuals
- 1988 Galerie Notuno, Ginebra
- 1989 Galeria Mama Graf, Sevilla
- 1992 “Obra gràfica”, Galeria del Progrés, Madrid
- 1992 121 Green Street Gallery, New York
- 1993 “Obra gràfica”, Galeria Viciana, València
- 1993 “Obra gràfica”, Galeria Bubión, Granada
- 1993 “Obra gràfica”, Galeria Jordi Barnadas, Barcelona
- 1993 Galeria del Progrés, Madrid
- 1994 Art Miami. 121 Green Street Gallery, New York
- 1997 Galeria Taller Major 28, Madrid
- 1997 Galeria Temps Moderns, Madrid
- 1998 “Escultura”, Galeria Temps Moderns, Madrid
- 1999 Ajuntament de Bellreguard, Casa de la Cultura de Bellreguard
- 1999 Galeria Sen, Madrid
- 2000 Artexpo 2000, Galeria María José Castellví, Barcelona
- 2005 “Cor i Foscor”, Casal Solleric, Palma
- 2011 “Snowhite’s Secret Box”, Museu ABC, Madrid
- 2012 “Snowhite’s Secret Box”, Pinacoteca Nacional de Bolonya
- 2014 T-Site Dainkanyama, Tòquio
- 2014 “Ana Juan. Cartells 2002-2014”, La factoria de papel, Madrid
- 2014 “Amants”, “Carmilla”, “Frida” i “Snowhite”, Museu de la ciutat, Querétaro
- 2017 “Ana Juan. Dibujando al otro lado”, Museo ABC, Madrid
- 2017 “El hombre del traje negro”, Panta Rhei, Madrid
- 2019 “Anna dei miracoli”, #logosedizioni y CHEAP – via Indipendenza y via San Giuseppe, Bologna

### Exposicions col·lectives
- 1991 “Arco 91”, Ediciones Dos Negritos, Madrid
- 1992 “Collage”, Galería del Progreso, Madrid
- 1993 “El canto de la tripulación”, Galería Detursa, Madrid
- 1993 “10° aniversario”, Galería Viciana, Valencia
- 1993 “Bestiario”, Galería del Progreso, Madrid
- 1994 “El muro de Woodstock”, Woodstock94, Woodstock
- 1995 “Falsos originales”, Galería Maeght, Barcelona
- 1995 “L'Homme sans tête”, Galería Michel Lagarde, Paris
- 1995 “El objeto del arte”, Fundación Juan March, Conca
- 1999 “Tango”, Galería Contours, Hamburg
- 2001 “Arco 2001”, Galería Sen, Madrid
- 2001 “Los cuatro sentidos”, Galería Maria José Castellví, Barcelona
- 2001 “La elegancia del espíritu”, Galería María José Castellví, Barcelona
- 2001 “Mi mejor amigo”, Galería Sen, Madrid
- 2001 “Tipos Ilustrados”, CROMOTEX, Madrid
- 2012 “Les couvertures du New Yorker”, Galerie Martel, París
- 2016 “Sobras de arte”, La factoría de papel, Madrid
- 2017 “Sobras de arte”, La factoría de papel, Madrid
- 2017 “El tercer año”, La factoría de papel, Madrid
- 2017–18 “Pasa página. Una invitación a la lectura”, Museo Biblioteca Nacional de España, Madrid
- 2018 “Under the Influence: The Private Collection of Peter De Sève”, Society of Illustrators, New York
- 2019 “Milagros” Instituto Cervantes, Roma
- 2019 “Milagros” Instituto Cervantes, Nàpols
- 2020 “The Turn of the Screw”, online
- 2020 “Bestiario para después de…”, La factoría de papel, Madrid

## Premis i beques
- 1984 Millor portada de l'any, Saló del Còmic, Barcelona
- 1995, 1996 i 1997 Silver Medal, Society of Newspaper Design, categoria d'il·lustració
- 1998 i 1999 Gold Medal, Society of Newspaper Design, categoria d'il·lustració
- 2001 Premi de la Conselleria de Cultura Educació i Ciència de la Generalitat Valenciana, Llibre en castellà millor il·lustrat, per Snowhite[5]
- 2007 Premi Junceda d'Il·lustració, Categoria Junceda Iberia, per For you are a kenyan child
- 2007-2008 Premi de la Conselleria de Cultura Educació i Ciència de la Generalitat Valenciana, Llibre en castellà millor editat, per Demeter[6]
- 2009 Premi CCEI d'Il·lustració, Llista d'honor, categoria Il·lustració, per Bibi y las bailarinas[7]
- 2010 Premi nacional d'il·lustració, Ministeri de Cultura d'Espanya
- 2012 Medalla de Sant Carles, Facultat de Belles arts, València[8]
- 2020 Premio Gràffica